# Tommy Clufetos

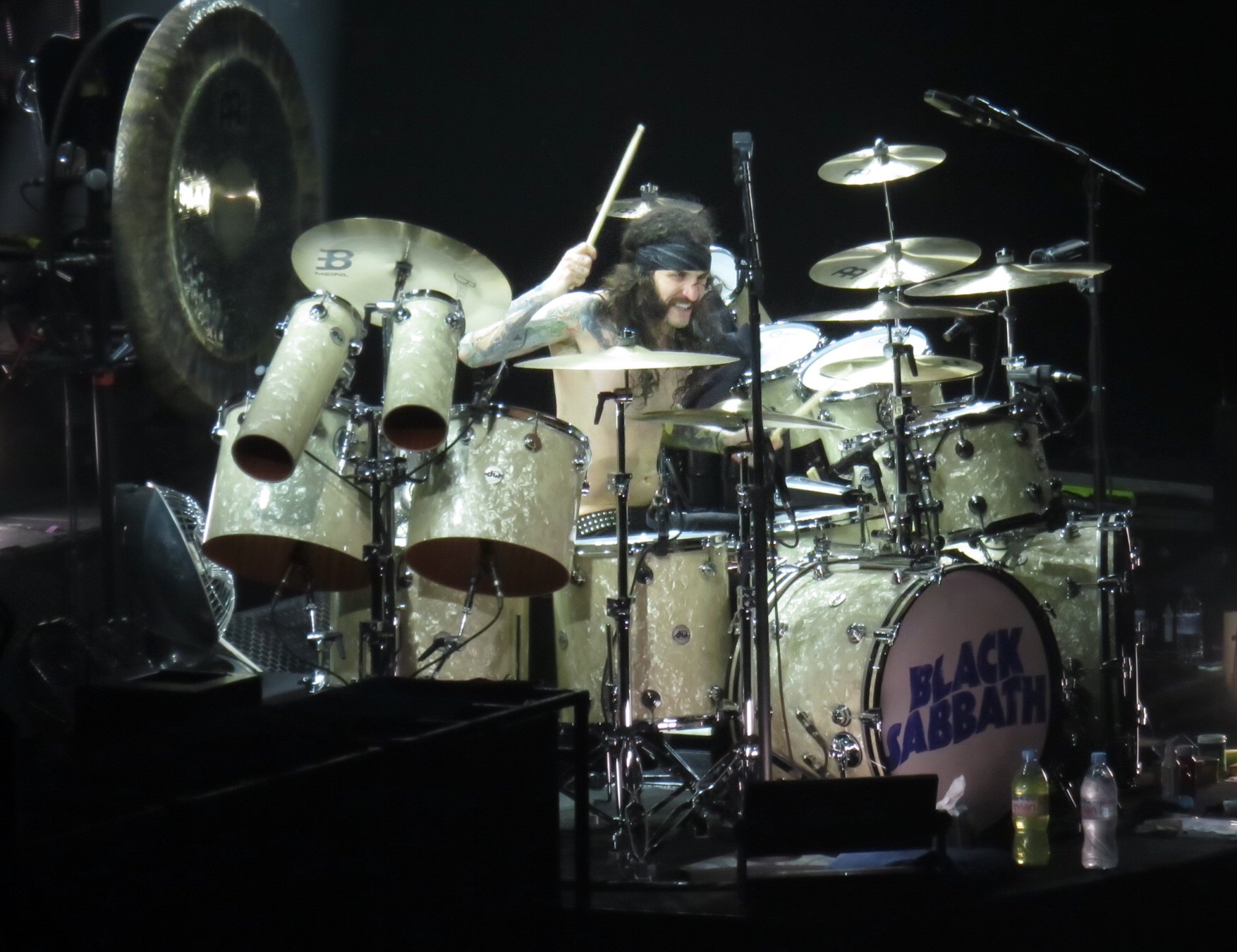
Tommy Clufetos v roce 2017 na posledním koncertu s Black Sabbath v Birminghamu.

Tommy Clufetos (30. prosince 1979 Detroit) je americký hudebník, hráč na bicí. V současné době člen skupin The Dead Daiseis.
V minulosti spolupracoval a hrál v hudebních skupinách slavných rockových umělců jako je Ted Nugent a Alice Cooper. Do března roku 2010 hrál pro Rob Zombiho. Téhož roku přešel k Ozzymu Osbournovi, kde působil do roku 2018. Tommyho u Rob Zombiho nahradil Joey Jordisona ze skupiny Slipknot. Od roku 2012 do roku 2017 byl hostujícím členem skupiny Black Sabbath. V roce 2021 byl členem superskupiny L.A. Rats. Byl členem skupiny The Dead Daisies od roku 2021 do roku 2022, ale v roce 2024 se do skupiny vrátil.

## Vybavení
Tommy je firemním hráčem bicích Sonor, činelů a paliček Meinl. Dříve používal bicí DW Drums, činely Sabian, a paličky Regal Tip, Ahead a Vater.

### Bicí souprava

#### 1) Sonor Phonic Series s Ozzym
- 15"x12" Tom
- 16"x16" Floor Tom
- 18"x16" Floor Tom
- 2x 24"x14" Bass drum
- 14"x6,5" Ferromangese Snare Drum

#### 2) Sonor SQ2 s The Dead Daiseis
- 12"x9" Tom
- 14"x14" Floor tom
- 16"x16" Floor tom
- 22"x17,5" Bass drum
- 14"x6,5" Snare Drum

### Činely

#### 1) Meinl
- 18" Byzance Medium Crash
- 15" Byzance Medium Hi-Hat
- 19" Byzance Medium Thin Crash
- 19" Byzance Medium Thin Crash
- 21" Byzance Serpents Ride
- 20" Byzance Vintage Crash
- 22" Byzance Medium Crash

#### 2) Meinl
- 15" Byzance Medium Hi-Hat
- 19" Byzance Medium Thin Crash
- 19" Byzance Medium Crash
- 21" Byzance Serpents Ride
- 20" Byzance Vintage Crash

## Discografie
Alice Cooper
- 2005: Dirty Diamonds

Ted Nugent
- 2002: Craveman
- 2008: Love Grenade

Lesley Roy
- 2008: Unbeautiful

Rob Zombie
- 2006: Educated Horses
- 2007: Zombie Live
- 2010: Hellbilly Deluxe 2

John 5
- 2007: The Devil Knows My Name
- 2008: Requiem
- 2009: Remixploitation
- 2010: The Art of Malice

Ozzy Osbourne
- 2010: Scream  (připsán, ale nehrál na albu)

## Vydaná DVD
- 1999: Rock n' Roll Greats – In Concert – Mitch Ryder & the Detroit Wheels
- 2001: Full Bluntal Nugity – Ted Nugent
- 2006: "Ozzfest: 10th Anniversary" – Rob Zombie
- 2008: IMV Behind the Player (instructional DVD)
- 2008: IMV Behind the Player (instructional DVD)
- 2010: IMV Behind the Player (instructional DVD)